# Моят съсед Тоторо
„Моят съсед Тоторо“ (на японски: となりのトトロ) е японски детски анимационен филм от 1988 година на режисьора Хаяо Миядзаки по негов сценарий.
В основата на сюжета е историята на две момичета в следвоенна Япония, които се установяват с баща си в отдалечена къща в провинцията и се запознават с група фантастични горски същества.
„Моят съсед Тоторо“ е първият голям международен успех на режисьора Миядзаки и на основаното малко преди това „Студио Гибли“ и допринася значително за популяризирането на японската анимация по света в края на 80-те години.